# فریزر ولز (آریزونا)
فریزر ولز (به انگلیسی: Frazier Wells) یک منطقهٔ مسکونی در ایالات متحده آمریکا است که در آریزونا واقع شده‌است. فریزر ولز ۱٬۸۴۳ متر بالاتر از سطح دریا واقع شده‌است.